# Aghvorik
Aghvorik là một đô thị thuộc tỉnh Shirak, Armenia. Dân số ước tính năm 2011 là 110 người.